# Пичаське сільське поселення
Пича́ське сільське поселення (рос. Пычасское сельское поселение) — муніципальне утворення в складі Можгинського району Удмуртії, Росія. Адміністративний центр — село Пичас.
Населення — 3515 осіб (2015; 3533 в 2012, 3487 в 2010).
Населений пункт Дома 1050 км був ліквідований 2017 року.
До складу поселення входять такі населені пункти:
| Населений пункт           | Населення, осіб (2010) | Населення, осіб (2012) |
| ------------------------- | ---------------------- | ---------------------- |
| Верхні Лудзі, присілок    | 6                      | 6                      |
| Дома 1050 км, без статусу | 3                      | 3                      |
| Мінчегурт, присілок       | 6                      | 6                      |
| Нова Бія, присілок        | 337                    | 328                    |
| Петухово, село            | 131                    | 130                    |
| Пичас, село               | 3000                   | 3056                   |
| Старий Карамбай, присілок | 4                      | 4                      |

В поселенні діють середня школа (Пичас), 2 садочки, школа мистецтв, центр дитячої творчості, лікарня, 2 клуби, 2 бібліотеки, комплексний центр соціального обслуговування населення.
Серед промислових підприємств працює ТОВ «Пичаський свинокомплекс», «Новобіїнське», «Петухово», «Експрес», ТП «Можгинське», Башкирське управління бурових робіт.